# Ives Estates
Ives Estates es un lugar designado por el censo ubicado en el condado de Miami-Dade en el estado estadounidense de Florida. En el Censo de 2010 tenía una población de 19.525 habitantes y una densidad poblacional de 2.734,37 personas por km².

## Geografía
Ives Estates se encuentra ubicado en las coordenadas 25°57′48″N 80°10′58″O / 25.96333, -80.18278. Según la Oficina del Censo de los Estados Unidos, Ives Estates tiene una superficie total de 7.14 km², de la cual 6.48 km² corresponden a tierra firme y (9.25%) 0.66 km² es agua.

## Demografía
Según el censo de 2010, había 19.525 personas residiendo en Ives Estates. La densidad de población era de 2.734,37 hab./km². De los 19.525 habitantes, Ives Estates estaba compuesto por el 40.3% blancos, el 49.96% eran afroamericanos, el 0.25% eran amerindios, el 2.97% eran asiáticos, el 0.04% eran isleños del Pacífico, el 2.98% eran de otras razas y el 3.51% pertenecían a dos o más razas. Del total de la población el 27.67% eran hispanos o latinos de cualquier raza.

## Educación
Las Escuelas Públicas del Condado de Miami-Dade gestiona las escuelas públicas.
- Escuela Secundaria Dr. Michael M. Krop